# Ernst Reiss
Ernst Reiss (24. února 1920 – 3. srpna 2010 byl švýcarský horolezec. V roce 1956 se zúčastnil švýcarské expedice na Mount Everest a Lhoce. Expedice byla úspěšná, Reiss a Fritz Luchsinger vystoupili 18. května jako první lidé na 8516 metrů vysoký vrchol čtvrté nejvyšší hory světa. Jejich cesta vedla jižním kuloárem Everestu a od klasické cesty na Everest se oddělila až nad hranicí 7500 m n. m. O 5 dní později je ještě následovali další kolegové a o den později další dvojice podruhé úspěšně vylezla na vrchol Mount Everestu. Poté se účastnil několika expedic do And. Reiss zemřel v roce 2010 v Basileji ve věku 90 let.